# مطار نيم
مطار نيم (Nîmes Airport) (إياتا: FNI، إيكاو: LFTW)، هو مطار يبعد حوالي 9 كـم (4.9 NM) الي الجنوب الشرقي لمدينة نيم،
تعتبر شركة ريان إير أكبر مشغل للرحلات الجوية بهذا المطار

## وصلات خارجية
- (بالفرنسية) Nimes Airport Website
- (بالفرنسية) Personal site on the naval base
- حالة الطقس في LFTW – Nimes / Garons, France.
- تاريخ الحوادث لـ (FNI / LFTW – Nîmes–Garons Airport) على شبكة سلامة الطيران.